# Оргазм (коктейль)
«Оргазм» — сливочный коктейль умеренной крепости (11-14 %) с мягким вкусом и легкими цитрусовыми тонами.

## История
Коктейль «Оргазм» появился во Флориде в 70-х годах XX века в баре «Летящий лось». Автор рецепта неизвестен. По легенде однажды вечером в заведение заглянула очаровательная леди и попросила коктейль, которого нет в меню, потому что она устала от однообразия местной коктейльной карты. Бармен не растерялся и предложил свой рецепт. После первого же глотка девушка громко застонала от удовольствия, а бармен сразу же придумал имя своему творению.
Изначально коктейль назывался «Screaming», что в переводе на русский значит «крик» или «громкий стон». Более вызывающее название стали использовать ближе к 1990-м годам, когда табу на слово «оргазм» в общественных местах ослабло. Со временем появилось множество вариаций напитка.
Классический рецепт коктейля «Оргазм»: 2 части Бейлиса, 1 часть Амаретто, 1 часть кофейного ликера Калуа и 1 часть водки. Раньше в кодификации Международной Барменской Ассоциации (IBA) был размещен другой состав: по одной части Бейлиса, Куантро и Гранд Марнье. Если к этим ингредиентам добавить водку, то получится коктейль «Кричащий оргазм». В Америке популярна разновидность «BACK»: Baileys, Amaretto, Cream (ровная часть сливок и молока), Kahlua. На данный момент ни одна из версий не входит в список IBA. Дальше указан вариант, который наиболее популярен в России и просто готовится в домашних условиях[уточнить].

## Состав и пропорции
- Бейлис — 30 мл;
- Куантро — 30 мл;
- Сливки (примерно 11 % жирности) — 30 мл.